# Budapest antwortet nicht
Budapest antwortet nicht (Originaltitel: Assignment – Paris) ist ein US-amerikanischer Agentenfilm aus dem Jahr 1952 von Robert Parrish mit Dana Andrews und Märta Torén in den Hauptrollen. Der Film wurde von Columbia Pictures produziert und basiert auf der Kurzgeschichte Trial by Terror von Paul Gallico.

## Handlung
Chefredakteur Nick Strang leitet das Pariser Büro der New York Herald-Tribune. Er erhält einen stark zensieren Bericht des Budapester Korrespondenten Barker über die Verhandlung gegen eines der Spionage verdächtigen Amerikaners namens Anderson. Die Modejournalistin Sandy Tate ist überrascht, dass Strang die Journalistin und frühere Widerstandskämpferin Jeanne Moray, die seit zwei Monaten in Budapest arbeitet, mit dem Interview des ungarischen Botschafters in Paris beauftragt. Nick hat sie nach Paris zurückgerufen, erst am Flughafen in Parus erhält sie Details zu ihrem Auftrag. Ein ungarischer Agent Beschattung Jeanne bis zur Botschaft, wo alle Interviewwünsche abgewiesen werden. 
Jeanne erstattet Nick Bericht und ist über den neuen Auftrag verärgert, da sie in der Recherche über ein Geheimtreffen des ungarischen Premierminister Ordy mit dem jugoslawischen Staatschef Tito unterbrochen wurde. Jeanne muss zugeben, dass sie für das Treffen keine Beweise habe, was Nicks Interesse senkt. Der Reporter Jimmy Race erscheint in der Redaktion und teilt mit, dass er den Botschafter und Andersons Frau gesprochen habe. Danach befragt er Sandy über Jeanne. Sie warnt ihn, dass Nick an Jeanne interessiert sei. Seine Bitte um eine Verabredung lehnt Jeanne ab.
Am nächsten Tag hören Nick und der US-Botschafter eine Radiomeldung des ungarischen Premierministers, der Andersons Verurteilung verkündet und warnt, dass der nächste Spion gehängt werde. Am Abend akzeptiert Jeanne Jimmys Einladung zum Essen. Sie erklärt ihm dabei Details ihrer Recherche und wie nah sie am Erhalt eines Fotos des Ordy/Tito-Treffens gewesen sei. Die beiden werden von Anton Borvitch beobachtet, der Ordy telefonisch Bericht erstattet. Seine Agenten haben keine Hinweise gefunden, dass Jeanne wichtige Informationen weitergegeben habe. Ordy informiert Borvitch, dass der totgeglaubte Nationalist Gabor Czeki noch lebe und sich in Frankreich aufhalte. Da Ordy vermutet, dass Jeanne noch über Kontakte aus der Zeit des Widerstandes verfüge, beauftragt Borvitch zwei seiner Männer mit der Überwachung Jeannes. 
Am folgenden Tag wird Jimmy nach einem Herzanfall Barkers zum neuen Korrespondenten der Zeitung in Budapest. Justizminister Vajos lehnt Jimmys Besuchsanfrage für Anderson ab. Auch Jimmys telefonischer Bericht wird von den ungarischen Behörden zensiert. Nachdem ein Fremder Jimmy in seinem Appartement aufgesucht hat und nach Barker fragte, wird Jimmy zum Justizminister bestellt. Vajos beklagt sich über Jimmys Bemerkungen, die er für Jeanne an jedem Berichtsende anfügt. Jimmy bietet an, die Bemerkungen zu unterlassen, wenn seine Überwachung eingestellt werde, doch Vajos gibt sich ahnungslos. 
Einige Abende später taucht der Fremde erneut auf. Diesmal hinterlässt er eine Geschäftskarte, auf der eine Nachricht über Andersons Tod beigefügt ist. Jimmys nächster Bericht handelt von unverfänglichen Themen, doch er kann chiffriert über Andersons Tod informieren. Vajos erlaubt Jimmy, Barker zu besuchen, der nach Paris zurückkehren will. Er bittet Jimmy, für ihn einen Anzug beim Schneider Boros abzuholen. Jimmy erfüllt die Bitte und fährt mit einem Taxi heim. Es kommt zu einem leichten Verkehrsunfall, bei dem der Anzug gestohlen wird. Zurück in seinem Appartement entdeckt Jimmy einen weiteren Anzug. Er untersucht ihn und findet ein Negativ, dass Ordy mit Tito zeigt. Jimmy besucht Barker und schmuggelt das Negativ in Barkers Pass. Vajos erscheint und lässt Jimmy festnehmen. Barker fliegt nach Paris, erleidet aber auf dem Flug einen weiteren Herzinfarkt und stirbt. Seine Habseligkeiten werden Nick ausgehändigt, der Jimmy aus Budapest herauszuholen versucht.
In Budapest wird Jimmy von Ordy persönlich verhört. Das Verhör wird aufgezeichnet und so umgeschnitten, dass es erscheint, als ob Jimmy sich als Spion zu erkennen gibt. Die geschnittene Fassung wird landesweit im ungarischen Radio gesendet. Jimmy wird gefoltert, um Informationen über Czeki und andere Spione zu erhalten. In Paris findet die nervöse Jeanne zufällig das Negativ in Barkers Pass. Nick will damit Jimmys Freilassung verhandeln. Borvitch, konfrontiert mit dem Foto, bleibt gelassen. Jeanne muss nun beweisen, dass das Treffen nach Titos Bruch mit Stalin stattfand. Sie erfährt, dass Jimmys Verhandlung in zwei Tagen beginnt. Der Archivangestellte Grischa teilt ihr mit, er verfüge über die benötigten Informationen, darum solle sie ihn in seinem Appartement aufsuchen. Die Informationen werden ihr von Grischas Tochter Gogo übergeben, als die ungarischen Agenten eingreifen. Sie enthüllen Jeanne, dass Grischa der gesuchte Gabor Czeki sei, der als ehemaliger Assistent Ordys über geheime Informationen verfüge. Sie zwingen Jeanna, Grischa in sein Appartement zu bestellen. Ihr Versuch, Grischa außer Landes zu schmuggeln, wird von der Polizei vereitelt. 
Grischa, der sich seit zwei Jahren vor dem ungarischen Geheimdienst versteckt, ist erschöpft. Er bietet sich freiwillig zum Austausch mit Jimmy an, wenn seine Kinder Gogo und Jan in die USA ausreißen dürfen. Nick und Ordy stimmen zu. Der Austausch findet an einem neutralen Grenzübergang statt. Ein benommener Jimmy wird von Nick, Jeanne und Sandy abgeholt. Nick warnt Ordy, dass, sollte Grischa etwas passieren, die Herald-Tribune von Ordys Treffen mit Tito berichten werde.

## Produktion

### Hintergrund
Gedreht wurde der Film von Mitte Februar bis Anfang März 1952 in Budapest und Paris sowie in den Columbia/Sunset Gower-Studios in Hollywood.
In einem Interview im September 1952 berichtete Dana Andrews, dass die Dreharbeiten in Paris durch Saboteure unterbrochen wurden. Andrews war der Meinung, dass es sich dabei um Kommunisten handelte, die den Film verhindern wollten.

### Stab
John Meehan oblag die künstlerische Leitung. Frank A. Tuttle war für das Szenenbild zuständig, Jean Louis für die Kostüme. Carter DeHaven arbeitete als Regieassistent. Musikalischer Direktor war Morris Stoloff.

### Besetzung
In kleinen nicht im Abspann erwähnten Nebenrollen traten Leon Askin in seinem Filmdebüt, Paul Birch, Paul Frees, Pál Jávor als Boros, Werner Klingler, Vito Scotti und Murvyn Vye auf. Ebenfalls unerwähnt blieben Joseph Forte als Barker, Faye Roope als US-Botschafter, Peter J. Votrian als Jan Czeki und Georgiana Wolff als Gogo Czeki.

## Veröffentlichung
Die Premiere des Films fand am 4. September 1952 statt. In der Bundesrepublik Deutschland kam er am 15. September 1953 in die Kinos, in Österreich erst 1958. George Sanders wird von Siegfried Schürenberg gesprochen.

## Kritiken
Das Lexikon des internationalen Films schrieb: „Schreckensvision eines auf Aggression ausgerichteten kommunistischen Komplotts gegen den Westen in einem schematisch konstruierten Spionagereißer. Eine für die Ära des Kalten Kriegs typische Produktion.“
Howard Thompson von der The New York Times sah in dem Werk eine Routine-Angelegenheit mit banalen Dialogen und einem lahmen Höhepunkt.
Die Variety hingegen bezeichnete den Film als zeitgemäßen Thriller.
Bob Thomas schrieb im Santa Cruz Sentinel, der Film sei als Dokumentation kraftvoll und sogar beängstigend, als Abenteuerfilm sei er leidlich gut.
Der Kritiker des TV Guide sah einen Film, bei dem die Spannung durch das Auge für Details von Regisseur Parrish gekonnt hochgehalten werde.

## Auszeichnungen
Der Film wurde 1953 für den Golden Globe Award in der Kategorie Bester Film zur Förderung der Völkerverständigung nominiert.